# Görögország–Olaszország-gázvezeték
A Görögország–Olaszország gázvezeték, vagy rövidítve IGI-gázvezeték egy tervezett földgázvezeték, mely a Kaszpi-tenger térségéből szállítana földgázt Törökországon és Görögországon keresztül Olaszországba. Tervezett szállítási kapacitása évi 8–10 milliárd m³, hossza több mint 800 km, ebből 600 km Görögországra esik, 200–300 km-es szakasza pedig a Jón-tenger alatt húzódna. A tenger alatti szakasz Poszeidon-gázvezeték néven is ismert. Ez a szakasz a görögországi Igumenícából indul és az olaszországi Otrantónál végződik majd. A vezeték a tervek szerint Szaloniki környékén csatlakozik a görög gázelosztó hálózathoz. A vezeték másik oldalról a török BOTAŞ hálózatához kapcsolódik, amelyen keresztül elérhetők a kaszpi térség és a Közel-kelet gázkészletei.
A gázvezeték görögországi szárazföldi szakaszának az építéséért a görög DEPA cég felelős,  a tengeri szakaszt a DEPA és az olasz Edison S.p.A. közös vállalata építi.
A vezeték megépítéséről 2006. november 4-én írt alá kormányközi megállapodást Olaszország és Görögország. Olasz részről Claudio Scaiola, görög részről Dimítrisz Sziúfasz gazdaságfejlesztési miniszter írta alá a dokumentumot Mehmet Guler török energetikai miniszter jelenlétében. 2007. július 26-án az építés részleteiről külön jegyzőkönyvet írtak alá Rómában. E szerint a vezeték építése 2008 közepén kezdődik, és várhatóan 2012-re lesz üzemkész. A projekt várható költsége 950 millió euró, ebből a görög szárazföldi szakasz költsége 600 millió euró.

## Külső hivatkozások
- Az IGI-vezeték az Edison S.p.A honlapján
- Az IGI-vezeték a Pipeline Magazine-ban